# Camerata de Salzbourg

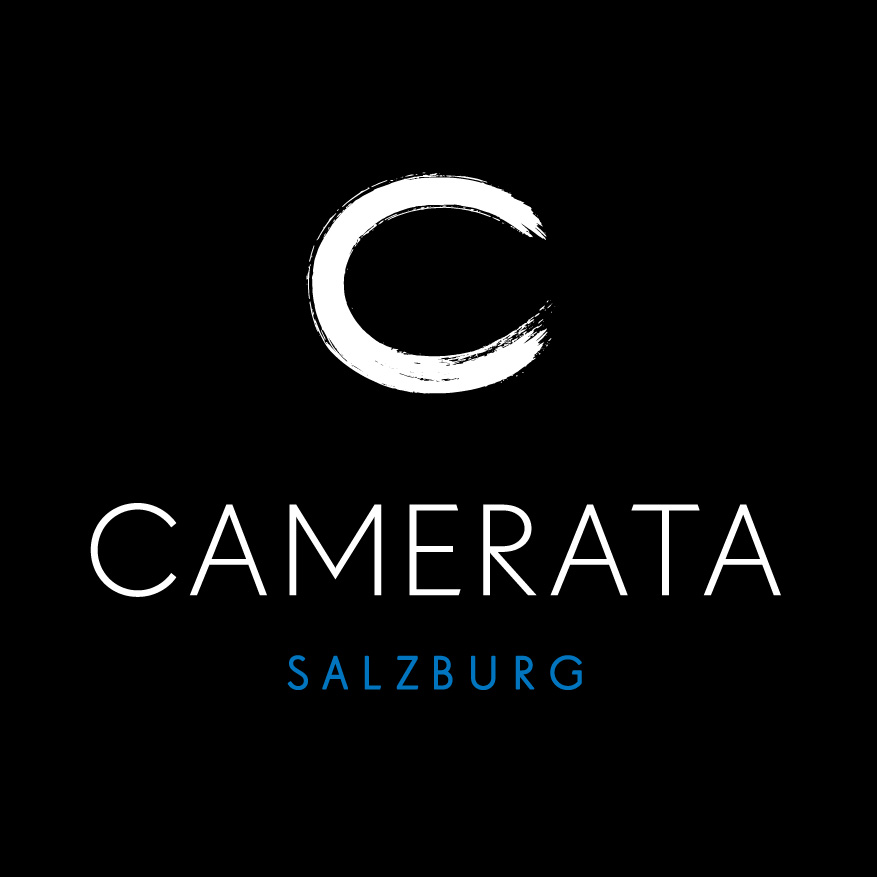
Logotype

La Camerata de Salzbourg est un orchestre de chambre autrichien basé à Salzbourg. La principale salle de concert de la Camerata est le Mozarteum.

## Histoire
Bernhard Paumgartner fonde l'ensemble en 1952, sous le nom de Camerata Academica des Mozarteums Salzburg, qui est composé de ses collègues enseignants et les étudiants du Mozarteum. Il sert comme directeur et de facto en tant que chef d'orchestre principal jusqu'à sa mort, en 1971. Antonio Janigro en est le nouveau dirigeant en 1974, l'année même de la première série de concerts d'abonnement effectués à Salzbourg. Sándor Végh, est le  directeur de l'orchestre de 1978, jusqu'à sa mort en 1997. Roger Norrington prend le poste de chef d'orchestre de la Camerata en 1997, jusqu'en 2006. Au cours de son mandat, Norrington met l'accent sur les pratiques du jeu historiquement informé. Leonídas Kavákos est le chef invité principal de la Camerata de 2001 à 2006 et directeur artistique à partir de 2007 jusqu'à sa démission en juillet 2009, en raison de « la gestion instable de l'orchestre  ». En juin 2011, Louis Langrée est nommé sixième chef d'orchestre de la Camerata, à partir de septembre 2011, pour un contrat de cinq saisons. Depuis 2016, la Camerata n'a plus de directeur musical.
La Camerata de Salzbourg a effectué des enregistrements sur divers labels discographiques, tels Deutsche Grammophon, Philips, Decca, Warner Classics et Sony Classical,. L'orchestre fait partie des invités récurrents du Festival de Salzbourg, avec une série de concerts au Mozarteum et une participation occasionnelle aux productions d'opéra du festival. Sa première participation a eu lieu en 1952. Elle a longtemps assuré tout ou partie de la série des Mozart-Matineen du festival, avant d'être remplacée dans cette fonction par l'autre grand orchestre salzbourgeois, l'Orchestre du Mozarteum.

## Récompenses
- Europäischer Kulturpreis 1999 dans la catégorie « orchestre de chambre »

## Chefs et directeurs artistique
- Bernhard Paumgartner — 1952-1971
- Antonio Janigro — 1974-1978
- Sándor Végh — 1978-1997
- Roger Norrington — 1997-2006
- Leonídas Kavákos — 2007-2009
- Louis Langrée — 2011-2016